# Konzerthaus Heidenheim

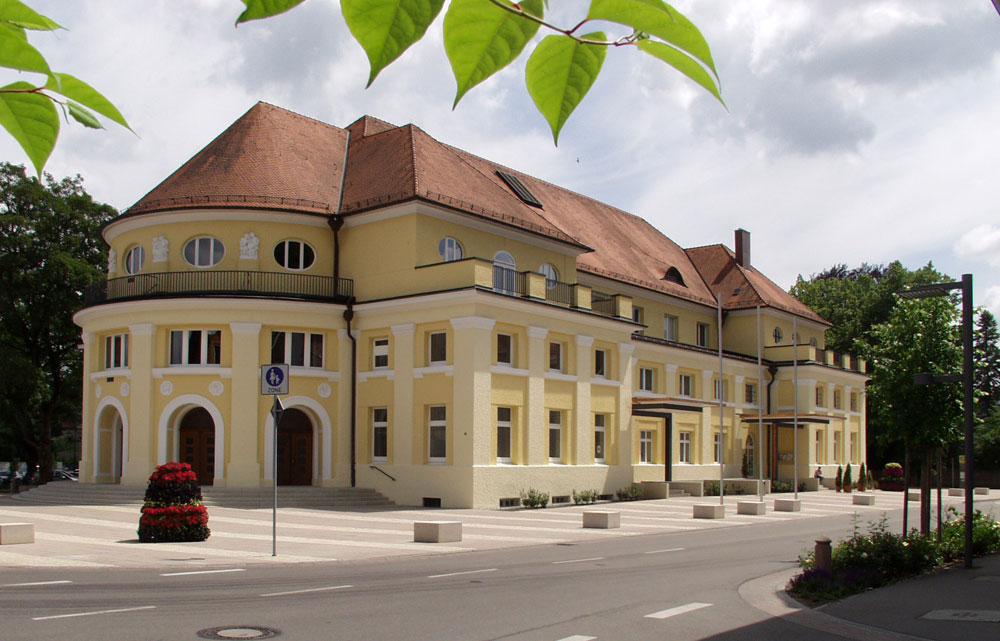
Konzerthaus Heidenheim

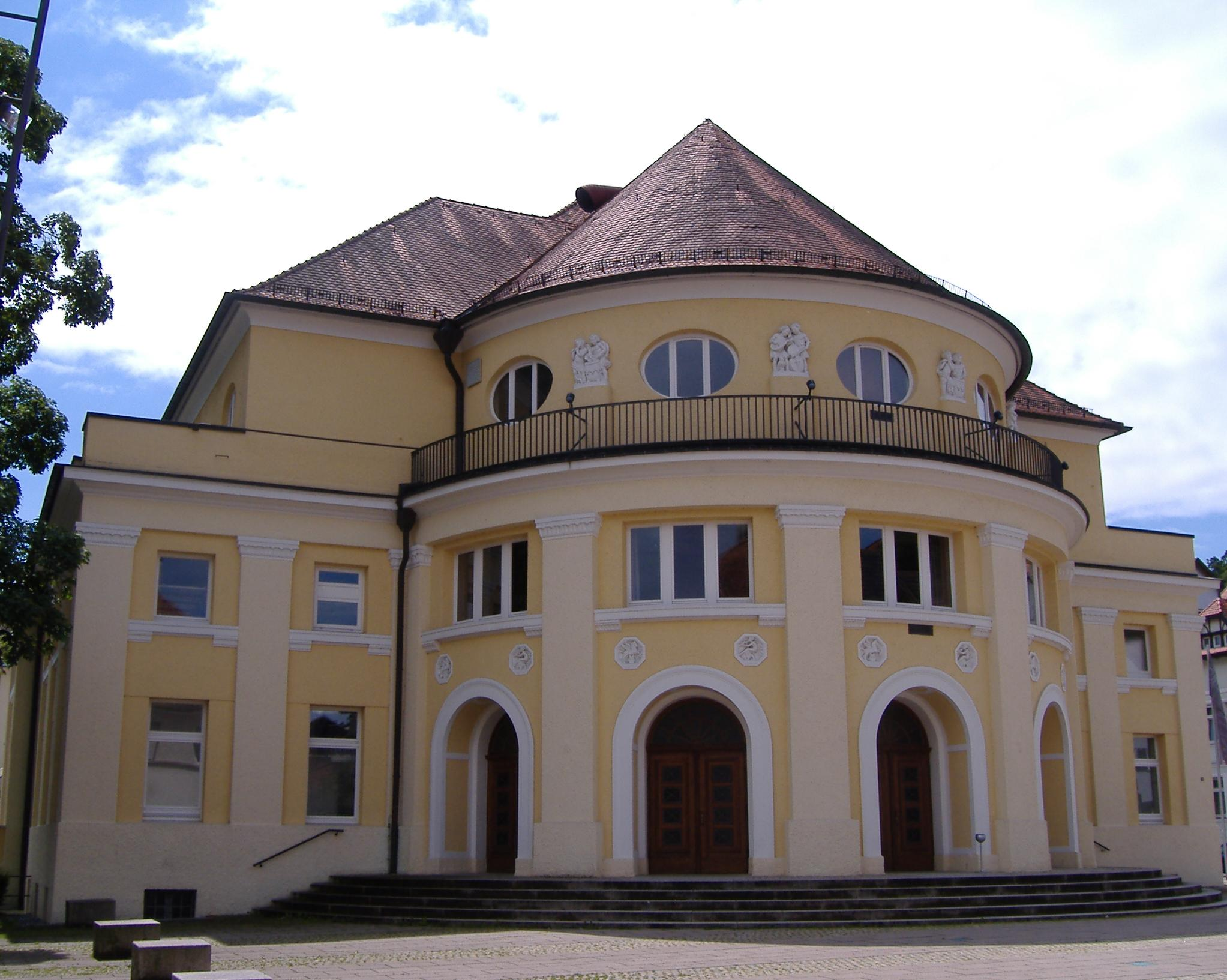
Eingangsvorbau des Konzerthauses

Das Konzerthaus Heidenheim ist ein 1913–1914 erbauter Saalbau am südlichen Rand der Innenstadt von Heidenheim an der Brenz. Das über 550 Sitzplätze verfügende Haus wird für diverse Gesellschaften und Festakte sowie Theatervorstellungen und Konzerte genutzt.

## Geschichte
Für den Bau des Konzerthauses wurde im Frühjahr 1913 in einem beschränkten Wettbewerb zwischen drei renommierten Stuttgarter Architekturbüros der Entwurf von Paul Schmohl und Georg Stähelin als bester ermittelt und in einer Bauzeit von knapp einem Jahr ausgeführt. Die feierliche Einweihung fand am 24. Mai 1914 statt. Die Baukosten des Konzerthauses beliefen sich auf rund 380.000 Mark und überstiegen damit den 1913 veranschlagten Kostenrahmen von 300.000 M. Etwa 60 Prozent der Baukosten wurden von örtlichen Unternehmen und Vereinen getragen, wobei das Unternehmen bzw. die Familie Voith außer einer Spende von 40.000 Mark auch das Grundstück als Schenkung beisteuerte. Die Architektur des Gebäudes lässt sich als Späthistorismus oder Reformarchitektur einordnen, zeigt aber in Einzelheiten auch Einflüsse des Jugendstils.

## Fassadenschmuck

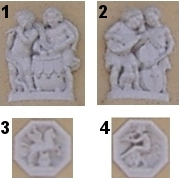
Fassadenplastik

Den plastischen Schmuck am Eingangsvorbau schuf der Stuttgarter Bildhauer Josef Zeitler. Er besteht aus Puttenpaaren und Terrakotta-Plaketten:
- Zwei mal zwei gleiche musizierende Puttenpaare zieren die Fassade über der Terrasse des Eingangsvorbaus: Flötenspieler und Trommler mit Vogel (Nummer 1 in der Abbildung) und Lauten- und Cellospieler mit Eule (2).

- Je zwei Terrakotta-Plaketten (3, 4) schmücken den Raum zwischen den fünf Portalen des Eingangsvorbaus und den darüberliegenden Fenstern. Eine Plakette (3) stellt Pegasus dar, der über eine Lyra springt, die andere Plakette (4) zeigt einen aulosspielenden Faun, mit einer Riesenmaske und einem Ziegenbock.